# Rinderbach (Brehmbach)
Der Rinderbach ist ein etwa drei Kilometer langer linker Zufluss des Brehmbachs an der Gemeindegrenze von Königheim zur Stadt Tauberbischofsheim im Main-Tauber-Kreis in Baden-Württemberg.

## Geographie

### Verlauf
Der Rinderbach beginnt seinen Lauf etwas vor dem Sportplatz von Dienstadt, einem Stadtteil von Tauberbischofsheim, auf etwa 285 m ü. NN im Gewand Grund. Dort setzt ein zunächst südöstlich neben der Straße Im Grund aufs nahe Dienstadt zulaufender Graben ein. Aufwärts von dieser Stelle setzt sich nordwestlich die Talmulde etwa 0,8 km weit als Trockental fort und teilt sich dort in ein rechtes Oberlauftal vom Gewann Diebspfad her und ein linkes vom Gewann Erpfel her. Durchs letztgenannte zieht sogar auf seinen unteren ca. 0,6 km etwa ab dem Fuß des Hangwaldes Herrling ein offenes, wenn auch nur unbeständig wasserführendes Bachbett.

Ansichten des Rinderbachtals bei Dienstadt
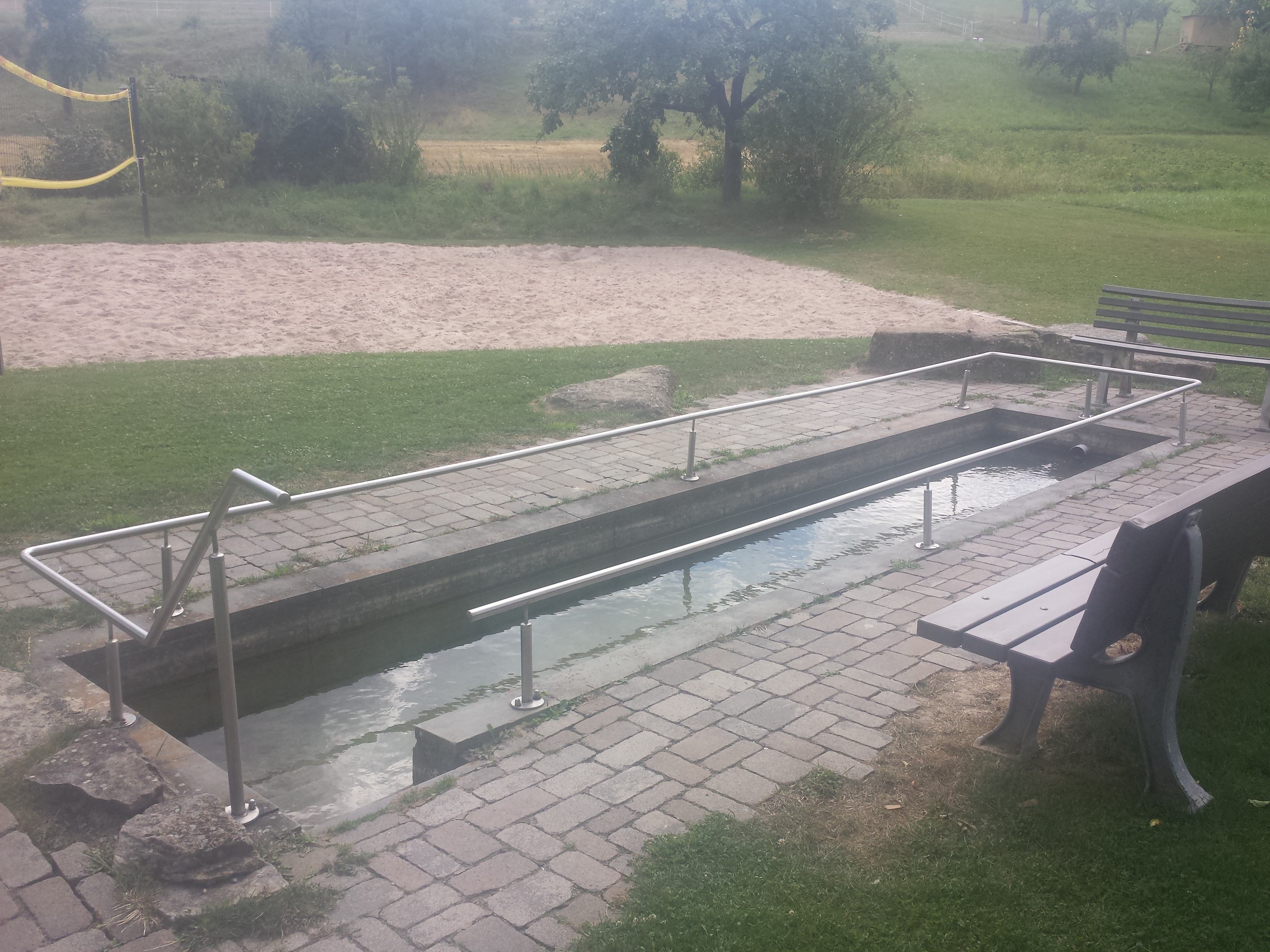
Kneipp-Anlage am Wiesengrund
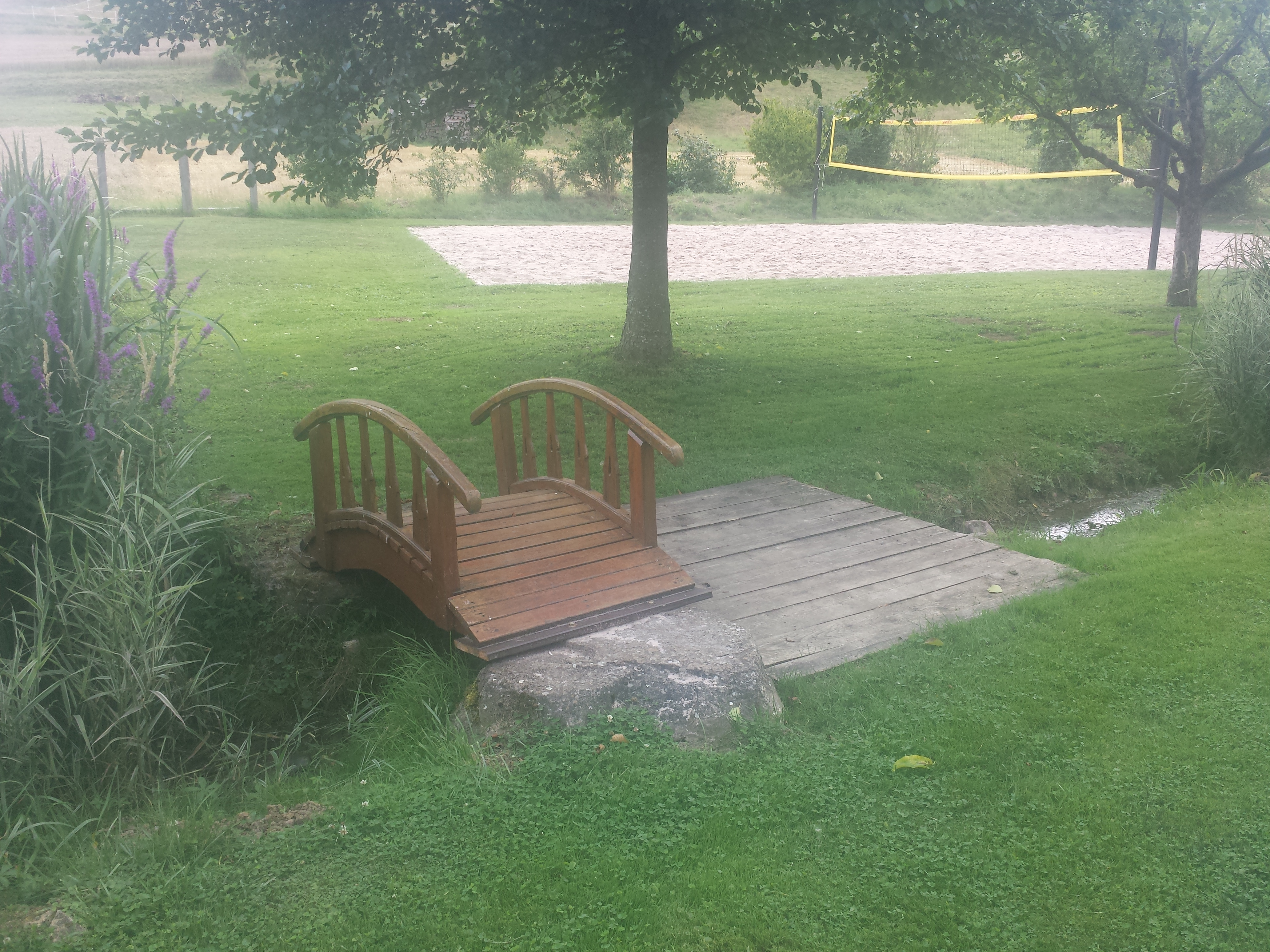
Abfluss der Kneipp-Anlage zum Dienstadter See
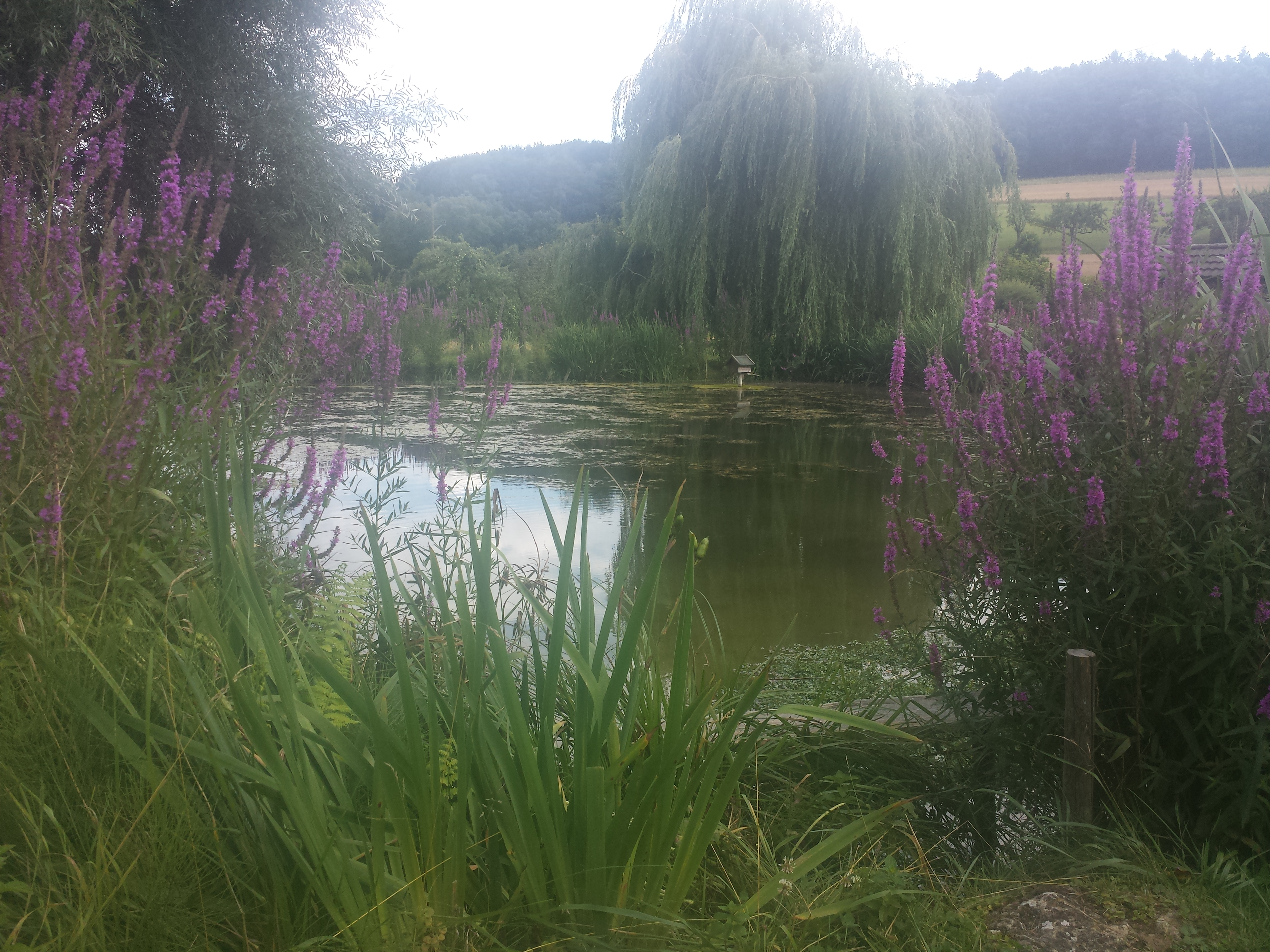
Der Dienstadter See
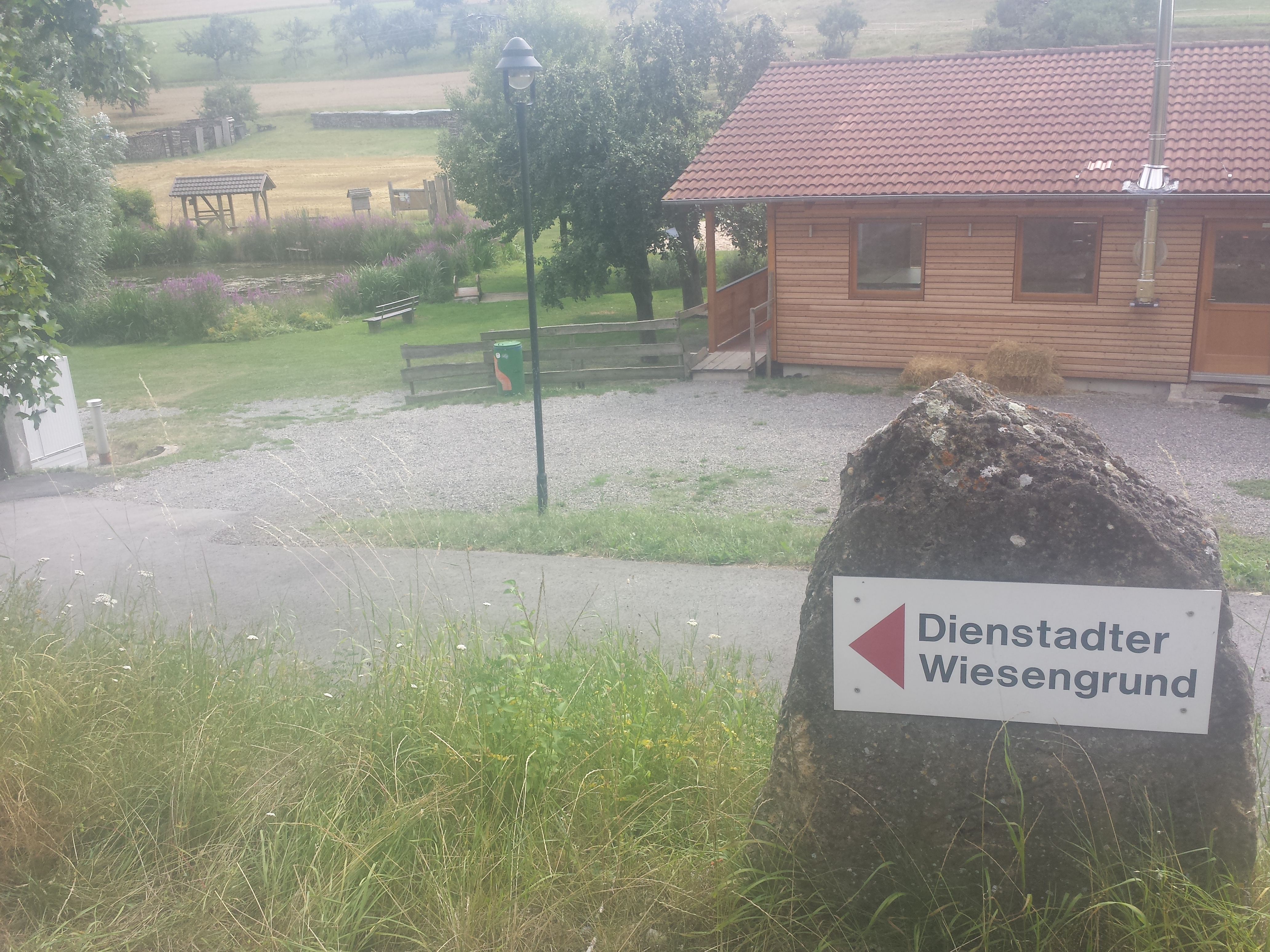
Dienstadter Wiesengrund im Rinderbachtal

Der Rinderbach durchfließt Dienstadt größtenteils oder ganz verdolt, danach hat er wieder offenen Lauf, an dem gleich eine Kneipp-Anlage und der kleine, erst 2011 angelegte Dienstadter See liegen und sich erst wenige, nach der Kläranlage dann mehr und mehr Büsche und Bäume reihen. Er passiert nach dieser eine Gruppe kleiner Teiche von zusammen wenig mehr als 0,1 ha am rechten Ufer, dann einen größeren, austrocknenden und mit Röhricht bewachsenen, etwa 0,3 ha großen Teich am linken Ufer. Nach ihm zieht er zwischen nun immer wenigstens auf einer Seite bewaldeten Unterhängen südsüdöstlich bis südlich weiter. Auf diesem Abschnitt grenzt bald das Naturschutzgebiet Stammberg ans linke Ufer. 
Auf den letzten wenigen hundert Metern wendet sich der Bach um seinen spitzen rechten Talsporn herum nach Südwesten, unterquert die B 27 an dessen Talrand und fließt dann von links und auf etwa 205 m ü. NHN auf eben noch Königheimer Gemeindegrund und kurz vor der Tauberbischofsheimer Stadtgrenze von links in den unteren Brehmbach ein.
Der Rinderbach mündet nach einem etwa 3,2 km langen Lauf nach Südosten mit mittlerem Sohlgefälle von etwa 25 ‰ etwa 80 Höhenmeter unterhalb seines Ursprungs im Grund. Er hat keine wesentlichen dauerhaften Zuflüsse.

### Einzugsgebiet
Der Rinderbach hat ein etwa 5,7 km² großes Einzugsgebiet, das naturräumlich mit seinem oberen, überwiegend gewässerlosen Teil zum Unterraum Wolferstetten-Eiersheimer Höhe des Baulandes gerechnet wird und mit seinem unteren zum Unterraum Königheimer Tal des Tauberlandes. Die größte Höhe darin hat die 391,9 m ü. NHN erreichende Waldkuppe Sol an der Nordwestgrenze zwischen den Oberlaufmulden vom Diebspfad und vom Erpfel.
An das des Rinderbachs grenzen reihum die Einzugsgebiete
- des zur Tauber entwässernden Maisenbachs und seiner Zuflüsse im Norden
- des weiter aufwärts in die Tauber mündenden, kleineren Leintalsgraben im Nordosten
- eines etwas größeren und zweier kleinerer Trockentäler zum Brehmbach jenseits des Stammbergs und zuletzt an ihm im Westen
- kurz eines weiteren Trockentals zum Brehmbach und dann durchweg des langen linken Brehmbach-Zuflusses Haigerbach im Südwesten und Westen.

Der größte und zentrale Teil des Einzugsgebietes gehört zur Dienstadter Stadtteilgemarkung von Tauberbischofsheim, in ihr liegt mit dem Dorf Dienstadt auch der einzige Siedlungsplatz. Vom Untertal gehört der linksseitige Anteil zum zentralen Stadtteil von Tauberbischofsheim, der rechte sowie ein Randstreifen auf den Höhen entlang der rechten Wasserscheide zur Gemeinde Königheim. Die nordwestlichen Anteile gehören zur Eiersheimer Stadtteilgemarkung von Külsheim, ein Zwickel in Nordosten zur Gemarkung des Stadtteils Hochhausen von Tauberbischofsheim.
Die größten Höhen beidseits des mittleren und unteren Tals erreichen den Oberen Muschelkalk, die unteren Talhänge nach Dienstadt sind in den Unteren Muschelkalk eingeschnitten, während im übrigen Gebiet überall der Mittlere Muschelkalk ansteht. Dieser ist jedoch in der Talmulde vor Dienstadt und der rechten Oberlaufmulde vom Diebspfad her durch Lösssediment aus quartärer Ablagerung überdeckt.

### LUBW
Amtliche Online-Gewässerkarte mit passendem Ausschnitt und den hier benutzten Layern: Lauf und Einzugsgebiet des Rinderbachs

Allgemeiner Einstieg ohne Voreinstellungen und Layer: Daten- und Kartendienst der Landesanstalt für Umwelt Baden-Württemberg (LUBW) (Hinweise)
1. ↑  Höhe nach dem Höhenlinienbild auf dem Hintergrundlayer Topographische Karte.
2. 1 2  Länge nach dem Layer Gewässernetz (AWGN), ergänzt um ein nur kurzes, beim Polygonzug nicht berücksichtigtes Anfangsstück des Grabens, das zusätzlich auf dem Hintergrundlayer Topographische Karte abgemessen wurde.
3. ↑  Einzugsgebiet abgemessen auf dem Hintergrundlayer Topographische Karte.
4. ↑  Länge abgemessen auf dem Hintergrundlayer Topographische Karte.
5. ↑  Seefläche nach dem Layer Stehende Gewässer.
6. ↑  Seefläche abgemessen auf dem Hintergrundlayer Topographische Karte.
7. ↑  Höhe nach schwarzer Beschriftung auf dem Hintergrundlayer Topographische Karte.

### Andere Belege
1. ↑  Horst Mensching, Günter Wagner: Geographische Landesaufnahme: Die naturräumlichen Einheiten auf Blatt 152 Würzburg. Bundesanstalt für Landeskunde, Bad Godesberg 1963. → Online-Karte (PDF; 5,3 MB)
2. ↑  Geologie nach den Layern zu Geologische Karte 1:50.000 auf: Mapserver des Landesamtes für Geologie, Rohstoffe und Bergbau (LGRB) (Hinweise)